# Soulamea tomentosa
Soulamea tomentosa är en bittervedsväxtart som beskrevs av Brongn. & Gris. Soulamea tomentosa ingår i släktet Soulamea och familjen bittervedsväxter. Inga underarter finns listade i Catalogue of Life.